# Guilan
Guilan és una regió i una de les 31 províncies de l'Iran, es troba al nord-oest del país, a la costa de la mar Càspia. Limita a l'orient amb la mar Càspia, en un total de 225 km. Les regions muntanyoses del sud del país formen una subregió anomenada Daylam. El riu Safid Rud marcava la divisió entre les dues parts del país: el Biyapish o Biya Pish (la part oriental del territori, que fou poblada antigament pels Amardis) i el Biya Pas (part occidental, que fou poblada antigament pels Gelis).
La regió, que té uns 14.000 km², fou dividida al segle xix en 5 districtes, posteriorment reduïts a 4. En l'època de la Segona Guerra Mundial tenia prop de mig milió d'habitants (gilanis, perses, talix, jueus, armenis i gitanos).
La capital històrica fou Dulab (no localitzada) i després Fuman i Lahidjan. A partir del segle xvi la capital va passar a Rasht, nom que va prendre la divisió administrativa el 1938 (districte de Rasht) integrat en una regió (Canton = Ostan) amb altres districtes més al sud.
La regió històrica anava entre el riu Čalus al sud (sud-est) i seguia una línia cap al nord paral·lela al Pulu-rud, fins a la regió de Mugan o Talishtan. La frontera nord es va establir al riu Astara quan el país Talish va passar a l'Imperi Rus, el 1813, en virtut del tractat de Gulistan.

## Història
En l'antiguitat aquesta zona de Pèrsia rebia el nom Daylam (de vegades Daylaman, Dailam o Delam).
Els primers pobladors foren els geles (Gelae). Avui dia els seus habitants es diuen Gilakis i parlen un dialecte particular.
El país fou independent sota caps locals durant els períodes aquemènida, selèucida, part, sassànida i a l'inici del Califat. Després del 800 els alides es van refugiar al país i van establir la dinastia de Nasirwan. El país va estar nominalment subjecte a ziyàrides, buwàyhides, kakúyides i seljúcides, però per la història interna cal dirigir-se a l'única publicació exhaustiva al respecte "Les dinasties locals del Gilan i del Daylam" de Rabino di Borgomale. Gilan fou atacat pels russos de Kíev vers el 913 o 914, en un atac per mar.
Fins al segle ix i X la zona no es va convertir a l'Islam xiita. Alguns van continuar en el zoroastrisme, per exemple, Asfar ben Shiroya un senyor de la gerra i Maqan ibn Kaki, fill de Kaki. Els mercenaris deylamites actuaren a Egipte i a l'al-Àndalus.
El 1307 el Il-Khan Oldjeitu hi va imposar la seva sobirania, però la dinastia local es va mantenir. A la part occidental els madhhabs hanbalites i els madhhabs Shafiites i el madhhab de l'historiador Kuran al-Tabari es van imposar, mentre els zaidites es van mantenir a l'est. La dinastia Kar Kiya es va imposar a Lahidjan i va exercir l'hegemonia a la regió fins al 1592 quan fou sotmesa pels safàvides. El 1650 la dinastia fou abolida i el territori sotmès directament a l'administració central. El 1724 la regió fou cedida a Rússia però fou retornada a Pèrsia el 1734.
Estant Tamerlà a Bardaa, el 1387, van anar a presentar-li la submissió els reis i reietons de Gilan, país aïllat per boscos i muntanyes i per les maresmes i zones humides. Els prínceps hereus o alguns oficials portaven regals per Timur i van acceptar pagar un tribut. Tot i això els prínceps de Gilan no havien anat mai en persona a la cort de Tamerlà i només havien enviat alguns regals mediocres i finalment això fou considerat gairebé una rebel·lió per Tamerlà el 1404. Hi va enviar al karul o avantguarda de l'exèrcit sota comandament de 5 amirs: Bayazid Buruldai, Deryai Kutxin, Belal, Bahlul Barles i Muhammad per establir el seu quarter als boscos a la frontera de Gilan; al seu fill Xah Rukh (timúrida) el va enviar a Kzelygaja amb l'exèrcit. Xah Rukh es va fer acompanyar pel seu fill Ibrahim Sultan (que manava un cos de deu mil homes) així com diversos amirs: Jahan Xah Bahadur, Rustem Tagi Bugha, Shaikh Ibrahim, Said Khoja (fill de Shaikh Ali Bahadur) i altres. Quan els prínceps de Gilan van saber que s'acostava l'exèrcit immediatament van demanar la pau i van oferir el pagament d'un fort tribut sota la forma de kharaj. Said Razi Kiya, un xerifià príncep de Daylam i Muhammad Ketxi i, un altre príncep del país, van actuar immediatament i van enviar regals i diners; els altres prínceps i senyors van seguir al darrere i tots van comparèixer a la cort per oferir els regals i el tribut. Tamerlà va voler mostrar especial deferència pel xerif Said Razi Kiya i no solament li va fer mes honors que als altres sinó que li va fer esplèndids regals i li va perdonar el tribut del kharaj que havia d'aportar; a l'emir Muhammad Ketxi només li va fer regals de la meitat de valor i li va perdonar un terç del kharaj que quedava per pagar. A Said Razi Kiya el va enviar com a governador a Kemakh; al nou governador l'acompanyava un cos de tropes que l'ajudaria en la defensa del castell. Arribat Tamerlà a Sultaniya el 10 de maig de 1404 se li va entregar el tribut extraordinari que s'havia recaptat al Gilan. El rebel Iskandar-i Shaykhi de Damawand i Firuzkuh va fugir de Rustamdar cap a Gilan i va desaparèixer. Tropes timúrides van entrar al Gilan en la seva persecució però no el van trobar.
El 1407 Abu Bakr ibn Miran Shah va arribar a Sultaniya i allí va saber que el seu visir Xukr Allah Jamal al-Din Ilgaz havia reconegut com a sobirà a Rida Kiya, príncep de Gilan, i havia abandonat Kazwin per anar a Rudbar (Rudbhar). El 1412 Xah Rukh, de viatge a Meixad, va rebre regals molt valuosos del governador de Fuman, al Gilan, Sayyid Izz al-Din. Quan Xah Rukh va anar al Mazanderan el 1413 fou rebut per diversos líders, entre els quals els diversos prínceps de Gilan.
El 1917 els Djandjali es van revoltar a la regió i el 1918 es va proclamar la República Socialista Soviètica de Pèrsia però el 1921 fou ocupada pels perses de Reza Shah.

## Província de Gilan
La província de Gilan (persa: استان گیلان, Ostān-e Gīlān), també llatinitzat com Guilan és una de les 31 províncies de l'Iran. Es troba al llarg de la mar Càspia i dins la regió 3 de l'Iran. Fa frontera al nord amb la República d'Azerbaijan. Ocupa 14.042 km².
La capital provincial és Rasht. Altres ciutats són Astara, Astaneh-e Ashrafiyyeh, Fuman, Lahijan, Langrud, Masouleh, Manjil, Rudbar, Roudsar, Shaft, Talesh, i Soumahe Sara.
La seva divisió administrativa és la següent:
| Mapa                               | Abreujats del mapa    | Comtat (Shahrestan) |
| ---------------------------------- | --------------------- | ------------------- |
| Divisions administratives de Gilan |                       |                     |
| A                                  | Astara                |                     |
| AA                                 | Astaneh-e Ashrafiyyeh |                     |
| BA                                 | Bandar-e Anzali       |                     |
| F                                  | Fuman                 |                     |
| H                                  | Hashtpar              |                     |
| Lh                                 | Lahijan               |                     |
| Lr                                 | Langarud              |                     |
| R                                  | Rasht                 |                     |
| Rs                                 | Roudsar               |                     |
| Rb                                 | Rudbar                |                     |
| S                                  | Some'e Sara           |                     |
| Sh                                 | Shaft                 |                     |
| M                                  | Masal                 |                     |

El principal port provincial és Bandar-e Anzali (anteriorment dit Bandar-e Pahlavi).

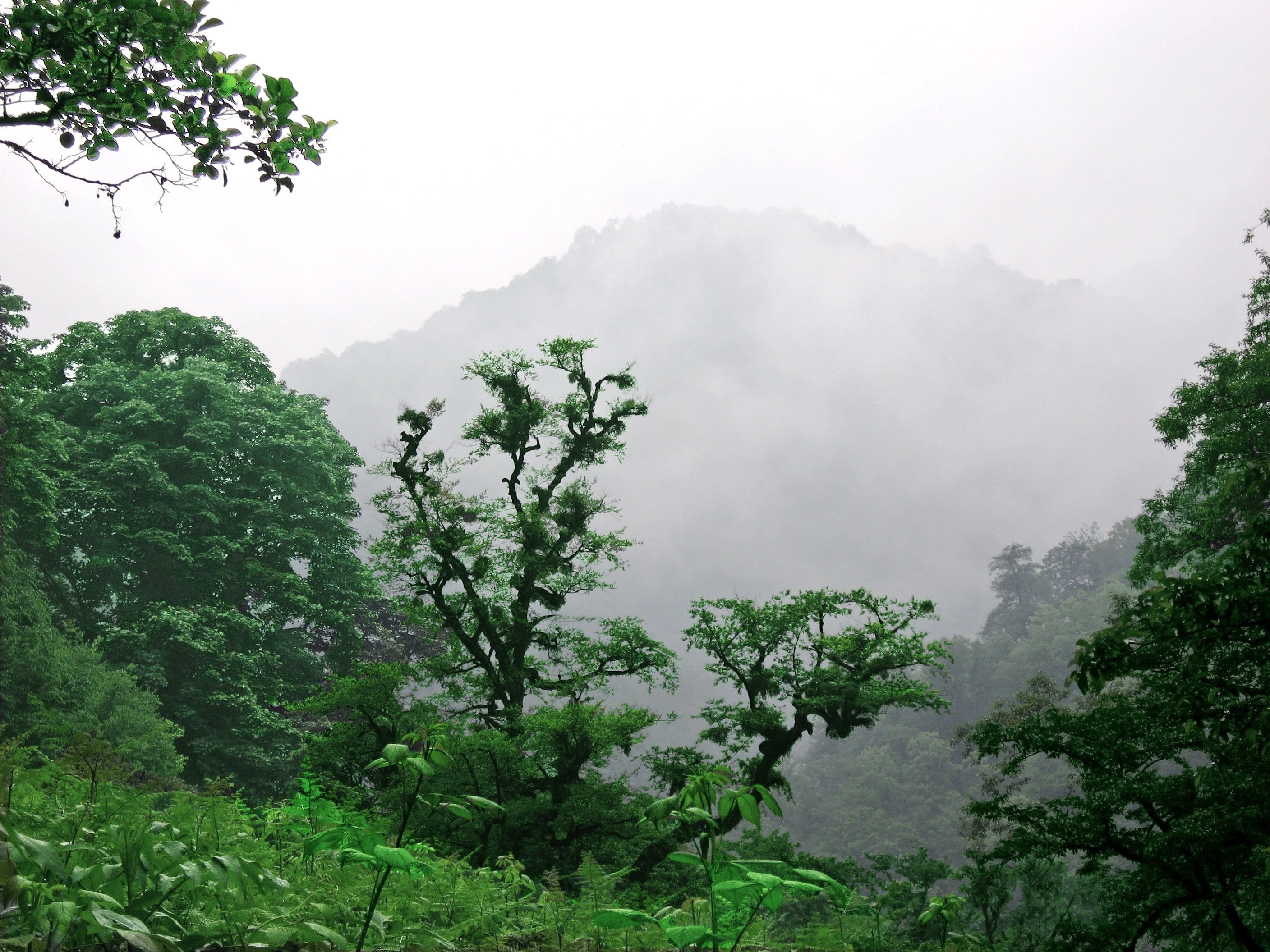
Boscos mixts caspians, Gilan

## Demografia
A Gilan predomina l'ètnia Gilaki, amb minories d'azerbaidjanesos, de georgians, d'armenis, circassians i altres.
| Any       | 1996      | 2006      | 2011      |
| --------- | --------- | --------- | --------- |
| Habitants | 2,241,896 | 2,404,861 | 2,480,874 |

## Persones notables
- Abdul-Qadir Gilani
- Ebrahim Poordavood
- Mohammad Ali Mojtahedi Gilani,
- Ardeshir Mohassess,
- Mirza Kuchek Khan,
- Arsen Minasian
- Hazin Lahiji, poeta
- Mohammad Taghi Bahjat Foumani, Twelver Shi'a Marja
- Al-Jilani
- Mahmoud Behzad
- Majid Samii,
- Pejman Nouri, futbolista
- Mohammad Moin,
- Sirous Ghayeghran, futbolista
- Ghafour Jahani, futbolista
- Hushang Ebtehaj, poeta
- Mardavij, antic rei de l'Iran
- Fazlollah Reza,
- Khosrow Golsorkhi, periodista comunista